# Marieta (corrido)
Marieta o La Marieta es una corrido popular mexicano en tono pícaro de Samuel Margarito Lozano Blancas (México, 1810) también llamado Padre del corrido mexicano, identificada con el periodo de la música ranchera de la Revolución Mexicana.

El nombre de la canción hace probable referencia a Marieta Martínez, una adelita que sirvió en las huestes de Pancho Villa, aunque en lugar de hablar de la revolución toma un tono pícaro en el que se deja entrever que Marieta es una jovencita pretendida por los hombres y la letra le da consejos para no caer ante las mentiras de estos hombres.

## Letra
El coro, incorporado tres veces a lo largo de la canción es el siguiente:
```
Marieta no seas coqueta
porque los hombres son muy malos
prometen muchos regalos
y lo que dan son puros palos.
```

y la letra completa de la canción es:
```
-coro-
```

```
Su mamá dijo a Marieta
deja ya la pretensión
déjate crecer el pelo
y el vestido tan rabón
porque la mujer que tiene
el vestido tan cortito
cuando llega así a agacharse
se le mira muy bonito.
```

```
-coro-
```

```
La Marieta fue a un mandado
que su mama le encargó
pero estando en el mercado
a su novio se encontró
cuando regresó a su casa
su mamita le pegó
porque un quinto del mandado
en la calle lo perdió.
```

```
A la pobre de Marieta
se le quemó el delantal
y si no lo apaga pronto
la quemada que se dan
la Marieta fue a los toros
su mamá no lo sabía
porque andaba de coqueta
con los de caballería.
```

```
-coro-
```